# Perales (kommun)
Perales är en kommun i Spanien.   Den ligger i provinsen Provincia de Palencia och regionen Kastilien och Leon, i den norra delen av landet, 210 km norr om huvudstaden Madrid. Antalet invånare är 139. Arean är 27,0 kvadratkilometer.
Terrängen i Perales är platt.